# Fiedler + Partner Architekten
Fiedler + Partner Architekten ist ein Architekturbüro aus Freising, das 2014 von Reinhard Fiedler gegründet wurde. Seit 2018 ist Heidi Scholz Partnerin. Das Büro ist überwiegend tätig im Bereich denkmalgerechte Sanierungen. 2015 wurde das Büro ausgewählt, an der Architekturbiennale Venedig teilzunehmen. 2017 errichtete das Architekturbüro ein Haus mit dem neu entwickelten Baustoff Infraleichtbeton.

## Projekte
- 2015: Flüchtlingsunterkunft Langenbach. Dieses Projekt wurde auf der Architekturbiennale Venedig 2015 im Deutschen Pavillon ausgestellt.
- 2017: Haus f2. Gebaut mit Infraleichtbeton. Ausgezeichnet mit verschiedenen Preisen (siehe unten) und Teilnehmer am Tag der Architektur 2018.
- 2018: Sanierungen der Einzeldenkmäler Haus F und Haus K in Freising. Teilnehmer am Tag des offenen Denkmals 2018.

## Auszeichnungen
- Iconic Awards: Innovative Architecture, Winner 2018[1]
- German Design Award 2019, nominiert durch den Rat für Formgebung / German Design Council[2]

## Veröffentlichungen, Ausstellungen
- Teilnahme am Tag des offenen Denkmals 2018[3]
- Teilnahme an den Architektouren 2018, Veranstalter: Bayerische Architektenkammer[4]
- Süddeutsche Zeitung, Interview: „Ein neuer Leichtbeton, der schwimmen kann“, 4. August 2018[5]
- Architekturmagazin Context, Ausgabe 01/2018: Vorstellung Büro und Projekt f2[6]
- Referenz Heidelberger Zement: Beton beflügelt[7]
- Architektur- & Designmagazin opus C, Ausgabe 03/2018: Vorstellung Büro und Projekt f2[8]
- SZ Immobilien: Modularer Hausbau, November 2017
- Making Heimat, März 2017, Ausstellungsbeitrag im Deutschen Architekturmuseum, Frankfurt[9]
- Making Heimat, März 2017, Buch, Herausgeber: Deutsches Architekturmuseum
- Cube, Magazin für Architektur, Ausgabe 04/15: Neue Heimat auf Zeit, Würdige Unterbringung von Flüchtlingen[10]
- Reporting from the front, 15. Internationale Architekturbiennale, Mai 2016, Veröffentlichung im Katalog
- Reporting from the front, 15. Internationale Architekturbiennale, Mai bis November 2016, Beitrag im Deutschen Pavillon in Venedig[11]